# Władysław wrocławski
Władysław (ok. 1237, zm. 27 kwietnia 1270) – od 1248 roku współrządca dzielnicy wrocławskiej, od 1265 roku arcybiskup Salzburga, od 1266 regent całego księstwa wrocławskiego, od 1268 roku administrator apostolski diecezji wrocławskiej.

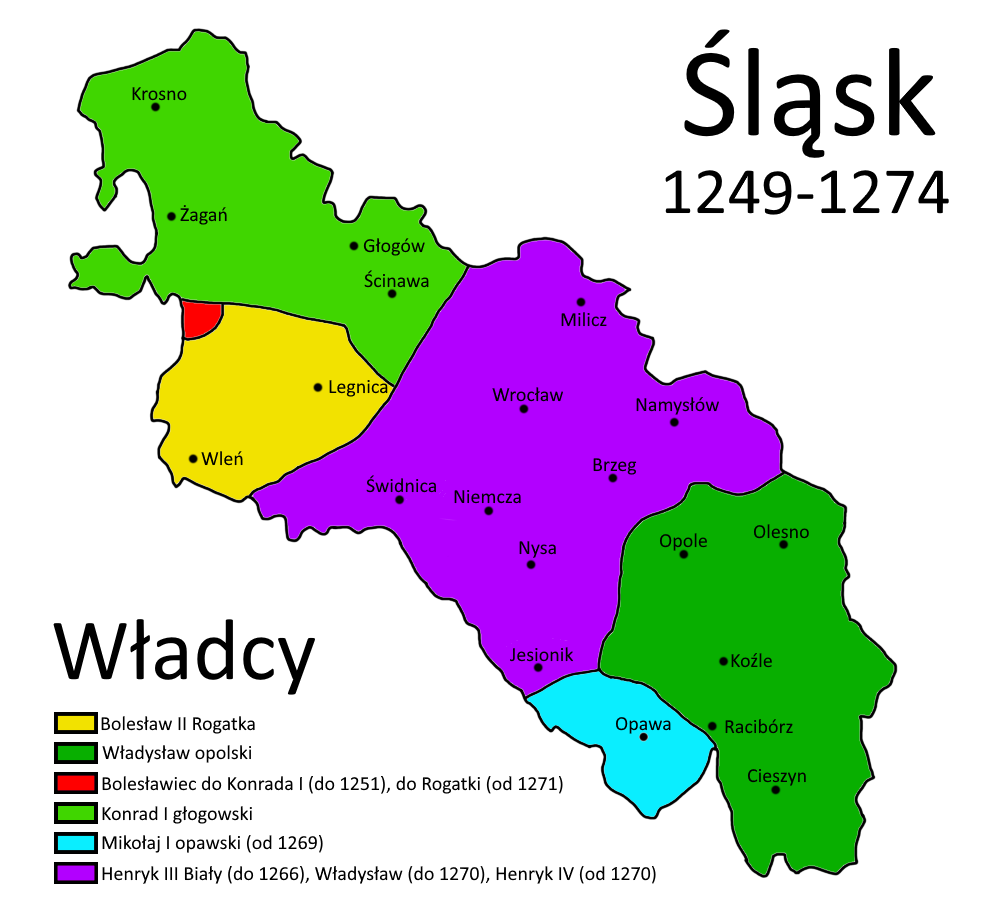
Dzielnica Władysława w latach 1266–1270 (fioletowy kolor)

Władysław był najmłodszym dzieckiem Henryka II Pobożnego i królewny Anny czeskiej. W chwili śmierci ojca opiekę nim przejął najstarszy z rodzeństwa Bolesław II Rogatka, który zapewne po konsultacjach z matką, aby nie uszczuplać zbyt swojego dziedzictwa, przekazał dwóch najmłodszych braci – Konrada i Władysława na naukę za granicę, by w przyszłości mogli wstąpić do stanu duchownego. W tej decyzji rodziny Władysław w przeciwieństwie do starszego Konrada umiał znaleźć swoje powołanie i rozpoczął studia w Padwie. W roku 1248 osiągnął wiek sprawny do sprawowania władzy, w związku z czym wyznaczono go na współrządcę księcia wrocławskiego Henryka III Białego. Nie poszedł jednak w tym momencie drogą Konrada i całkowicie pogodził się z rolą współrządcy w dzielnicy wrocławskiej. Współpraca między braćmi w dzielnicy układała się raczej zgodnie, nie było zresztą zbyt wiele okazji do zadrażnień, gdyż Władysław przebywał głównie na dworze ciotecznego brata (po matce) – króla Czech Przemysła Ottokara II. Rola Władysława w księstwie wrocławskim ograniczała się właściwie do asygnaty ważniejszych decyzji Henryka. 
Dzięki pomocy króla czeskiego kontynuował tymczasem karierę kościelną i tak: około 1255 roku został prepozytem kolegiaty na Wyszehradzie, od 1256 roku był kanonikiem w Bambergu, od 1262 scholastykiem wrocławskim. Wreszcie w 1265 roku został wybrany biskupem w leżącej w Bawarii Pasawie. Wyboru tego Władysław nie przyjął i decyzja ta rychło okazała szczęśliwa, gdyż opróżniło się stanowisku metropolity Salzburga, na które udało mu się uzyskać nominację papieską. Końcowym akordem jego świetnej kariery kościelnej była nominacja w 1268 roku na biskupa wrocławskiego. Władysław nie mógł przyjąć tej godności bez rezygnacji z arcybiskupstwa, lecz dzięki wpływom w Pradze i w Rzymie został mianowany administratorem apostolskim z prawem z korzystania z dochodów z dóbr biskupich. 
W 1266 roku po śmierci Henryka III Białego został świeckim księciem wrocławskim przejmując opiekę nad małoletnim bratankiem Henrykiem IV Probusem. Lata rządów we Wrocławiu nie były bynajmniej korzystne dla kościoła, gdyż Władysław, jako książę świecki stał twardo na straży prerogatyw książęcych. W 1267 roku udało mu się doprowadzić do końca proces kanonizacyjny swojej babki ojczystej Świętej Jadwigi, co było z pewnością jego wielkim osobistym sukcesem, jak i całej rodziny. 

W tym samym roku, (tj. w 1270) nazajutrz po św. Wojciechu, czcigodny ojciec biskup salzburski i wrocławski, Władysław, książę wrocławski, syn zmarłego księcia śląskiego Henryka, którego zabili Tatarzy, odszedł z tego świata do Chrystusa. Swoi Ślązacy niegodziwie, jak powiadają, otruli go, i to dlatego, że rządził księstwem wrocławskim, którego połowę otrzymał po śmierci brata swego Henryka III. Umierając pozostawił na mocy prawa dziedziczenia tę połowę jako prawowitemu spadkobiercy Henrykowi IV, lubo bardzo małemu, synowi brata swego Henryka III. Tym sposobem Henryk IV odziedziczył zarówno część ojca swego, jak stryja.

Zmarł 27 kwietnia 1270 roku zostawiając w testamencie swoje prawa do połowy księstwa wrocławskiego swojemu podopiecznemu Henrykowi IV Probusowi. Istnieją pewne dowody, że przyczyną śmierci młodego, bo liczącego nie więcej niż 35 lat Władysława było otrucie. Winnymi tej zbrodni mieli być ci sami możni, którzy cztery lata wcześniej pozbawić mieli życia Henryka III Białego, zresztą również to samo tajemnicze stronnictwo oskarżono dwadzieścia lat później o otrucie Henryka IV Probusa. Zgon Władysława najprawdopodobniej był jednak naturalny, na co wskazuje miejsce śmierci – Salzburg. Raczej mordercy Polacy staraliby się wyczekać dogodnego momentu na otrucie na miejscu we Wrocławiu, a nie wybieraliby się w daleką podróż do Austrii, by tam pozbyć się niewygodnego księcia. Poza tym sam fakt wymienienia przez te same źródła (kronikę książąt polskich i od niej zależne) podejrzeń, co do nienaturalnego zgonu kolejnych książąt wrocławskich w krótkim czasie wydaje się nieco podejrzany. Najpewniej źródło poszło tropem sensacyjnej, lecz mało wiarygodnej pogłoski. Nagły zgon młodego księcia, spowodowany czynnikami naturalnymi w czasach, gdy służba medyczna nie była najwyższych lotów, łatwo mógł być zinterpretowany jako otrucie. Władysław został pochowany w katedrze w Salzburgu.
Władysław uczciwie wykonywał swoje obowiązki, czym różnił się od powszechnie występujących w tych czasach łowców stanowisk kościelnych. Kiedy został arcybiskupem salzburskim i wkrótce potem uzyskał tytuł administratora diecezji wrocławskiej, potrafił tak połączyć oba stanowiska, by nikt nie mógł powiedzieć, że funkcje te go przerastają. Ostatnie cztery lata życia spędził w ciągłych podróżach pomiędzy Salzburgiem a Wrocławiem.
| 4. Henryk I Brodaty zm. 19 marca 1238         |  |                                          |  |  |                                   |
|                                               |  | 2. Henryk II Pobożny zm. 9 kwietnia 1241 |  |  |                                   |
| 5. Jadwiga z Andechs zm. 14 października 1243 |  |                                          |  |  |                                   |
|                                               |  |                                          |  |  | 1. Władysław zm. 27 kwietnia 1270 |
| 6. Przemysł Ottokar I zm. 15 grudnia 1230     |  |                                          |  |  |                                   |
|                                               |  | 3. Anna Czeska zm. 23 czerwca 1265       |  |  |                                   |
| 7. Konstancja węgierska zm. 6 grudnia 1240    |  |                                          |  |  |                                   |
|                                               |  |                                          |  |  |                                   |